# Ivo Tretera
Ivo Tretera (22. května 1933, Praha – 7. ledna 2012, tamtéž) byl český filosof. Jeho bratrem je Jiří Rajmund Tretera.

## Životopis
Dětství prožil na pražských Vinohradech, na konci války při bombardování Prahy byl při výbuchu bomby zraněn, následkem čehož postupně přestal slyšet na levé ucho. Rodiče se v prvních měsících jeho života rozešli a svého otce uviděl poprvé až v roce 1951. Téhož roku se také seznámil se svojí budoucí manželkou Peluškou Bendlovou.
Po maturitě na klasickém gymnáziu studoval historii a filosofii na Filosofické fakultě Univerzity Karlovy, kde roku 1955 obhájil diplomovou práci O některých gnoseologických otázkách pedagogiky. Během studia ho zde nejvíce ovlivnil profesor Jan Blahoslav Kozák. Po obhajobě diplomové práce nastoupil na fakultu jako asistent se zaměřením především na teorii poznání a dějin filosofie, přičemž krom nuceného působení v Archivu UK na ní vyučoval až do své smrti.
Předmětem jeho raného vědeckého zájmu, zhruba do konce 50. let, byla metodologie věd a zvláště pak filozofie výchovy, která ho přivedla hlavně ke zkoumání specifické povahy noetiky předávání již dosažených poznatků, tj. znovupoznávání poznaného. Zprvu byl značně inspirován polským i západním neomarxismem (Leszek Kołakowski, Erich Fromm, J.-P. Sartre a další); noetická tematika jej otevírala vlivům filozofie analytické a novopozitivistické (Ludwig Wittgenstein, Bertrand Russell, Moritz Schlick, Rudolf Carnap, lvovsko-varšavská škola atd.). Účinnou protiváhou této jeho původní spíše scientistické orientace, jež pozvolna ustupovala, byla mu záliba v surrealismu, abstraktním umění a zejména dlouholeté přátelství se spisovatelem Bohumilem Hrabalem a osobami z jeho kruhu.
Bohumil Hrabal: „Filosof Tretera? To je ten, co po hospodách hledá pravdu. Pravdou ovšem je, že pak po hospodách hledá Treterova žena Treteru…“
V roce 1966 obhájil na FF UK kandidátskou dizertaci Pravda a intuice. V letech 1966–1967 přitom studoval na univerzitách v Nancy a Paříži (setkání s P. Ricoeurem a J. Hyppolitem).
V období tzv. normalizace mu byla postupně omezována a posléze zcela zakázána pedagogická činnost. Po nuceném odchodu z FF do Archivu UK se zde v letech 1983–1990 nad rámec běžných archivářských povinností zabýval i historií české a německé univerzitní filozofie (Ernst Mach, Tomáš Garrigue Masaryk, herbartovci, J. B. Kozák). Plodem tohoto bádání je rovněž jeho hlavní dílo J. F. Herbart a jeho stoupenci na pražské univerzitě (1989). Po listopadu 1989 se vrátil na FF UK; z počátku vyučoval externě, k 1. 9. 1990 se stal opět členem její katedry filosofie. V roce 1990 byl jmenován docentem a roku 1995 profesorem pro obor dějiny filozofie.
V posledních letech přednášel především francouzskou filozofii 20. století (Bergson, Teilhard de Chardin, Ricoeur, Lévinas a další), většinu posluchačů si získal zajímavou formou přednášeným úvodem do filosofie. Jeho kniha Nástin dějin evropského myšlení z roku 1996 se stala klíčovým pramenem pro všechny zájemce o společenské vědy.
Po svém návratu na filosofickou fakultu v roce 1990 jsem byl mile překvapen, že studenti ještě stále používají mých někdejších, dvoudílných skript z dějin filosofie, že si je xeroxují, navzájem půjčují apod. Začala ve mně pochopitelně hlodat myšlenka na jejich reedici.
Ivo Tretera, Předmluva ke knize "Nástin dějin evropského myšlení"
Jeho poslední knihou byly Vzpomínky na Bohumila Hrabala a na život vůbec, které spolu s dalšími čtyřmi tituly aspirovaly na Cenu Josefa Škvoreckého.
Jeho blízkým přítelem, žákem a kolegou na Filosofické fakultě v Praze byl mimo jiné profesor Vladimír Borecký.

## Dílo

### Sborníky
- Gnoseologické otázky teorie vyučování, Otázky teorie poznání, 1957
- Problém kontinuity ve filosofii výchovy, Sb. k šedesátinám prof. dr. L. Svobody, AUC – Ph 1963
- Kant v současné polské filosofii, K otázkám Kantovy filosofie, AUC – Ph 1974
- Osvícenství v Hegelově filosofii dějin, Otázky Schellingovy filosofie, AUC – Ph 1975
- K otázce metafyziky Josefa Durdíka, Sb. Archivu UK k životnímu jubileu K. Litsche, 1989
- T. G. Masaryk jako univerzitní pedagog, T. G. M. k učitelům a studentům, Studia paedagogica 4, 1990
- The bibliography of Ernst Mach from the years of his Prague activity, Ernst Mach and the Development of Physics, Conference papers, 1991
- Ernst Mach in Prague, ed. J. Blackmore, E. Mach – a deeper look: documents and new perspectives, Dordrecht – Boston – London 1992
- Schauerův vztah k Hegelovi, Hegel v Čechách, na Moravě a v Americe. Sb. k životnímu jubileu M. Sobotky, 1993
- Filosofické aspekty Schauerova díla, Hubert Gordon Schauer. Osobnost, dílo, doba. Sb. příspěvků mezioborového vědeckého symposia, 1994
- Aspekt celostnosti jakožto konstitutivní rys mentality našeho věku, Pamětní spis k životnímu a pracovnímu jubileu prof. R. Palouše, Studia paedagogica 11, 1995
- Czech philosophy, ed. T. Honderich, The Oxford Companion to Philosophy, Oxford – New York 1995. Čas. přísp.: Filozofia w Czechosłowacji wspólczesnej, Argumenty (Warszawa) 1965
- Stan aktualny filozofii w Czechosłowacji, Zeszyty argumentów (Warszawa) 1966 (též Ost-Probleme 1966)
- Spór o Szwejka, Argumenty 1966
- Filosofická záhada intuice, FČ 1970
- Casus Štěpán Doubrava. (K neznámým dopisům Ernsta Macha Augustu Seydlerovi z roku 1882), „Lire et écrire“ v současném francouzském historickém bádání, AUC – HUCP 1985
- Spor kolem habilitace Petra Durdíka, AUC – HUCP 1988
- Vynikající osobnost J. B. Kozáka, Svobodné slovo 4. 8. 1989
- Kozákova kritika tzv. sentimentálního pacifismu, Zprávy AUK 1989
- Několik vzpomínek in margine Patočkových heideggerovkých seminářů, SCeH 1994
- Za Emmanuelem Lévinasem, Český týdeník 1996, č.XX.

### Překlady
- J. Legowicz: Filosofie bytí, 1975
- B. Kupis: Počátky racionalismu (s doslovem), 1977
- R. Bultmann: Ježíš Kristus a mytologie, 1995